# Туризм у Франції
Туризм у Франції — важливий аспект економіки країни з 1990-х років.
Франція стоїть першою в списку найтуристичніших місць у світі. Лише невелика частина туристів перебуває на французькій території проїздом (наприклад, відпускники і курортники з Північної Європи, що прямують до Іспанії), велика частина приїжджає на канікули саме сюди. До них треба додати ту частину французького населення, яка воліє проводити свою відпустку саме у цій країні.

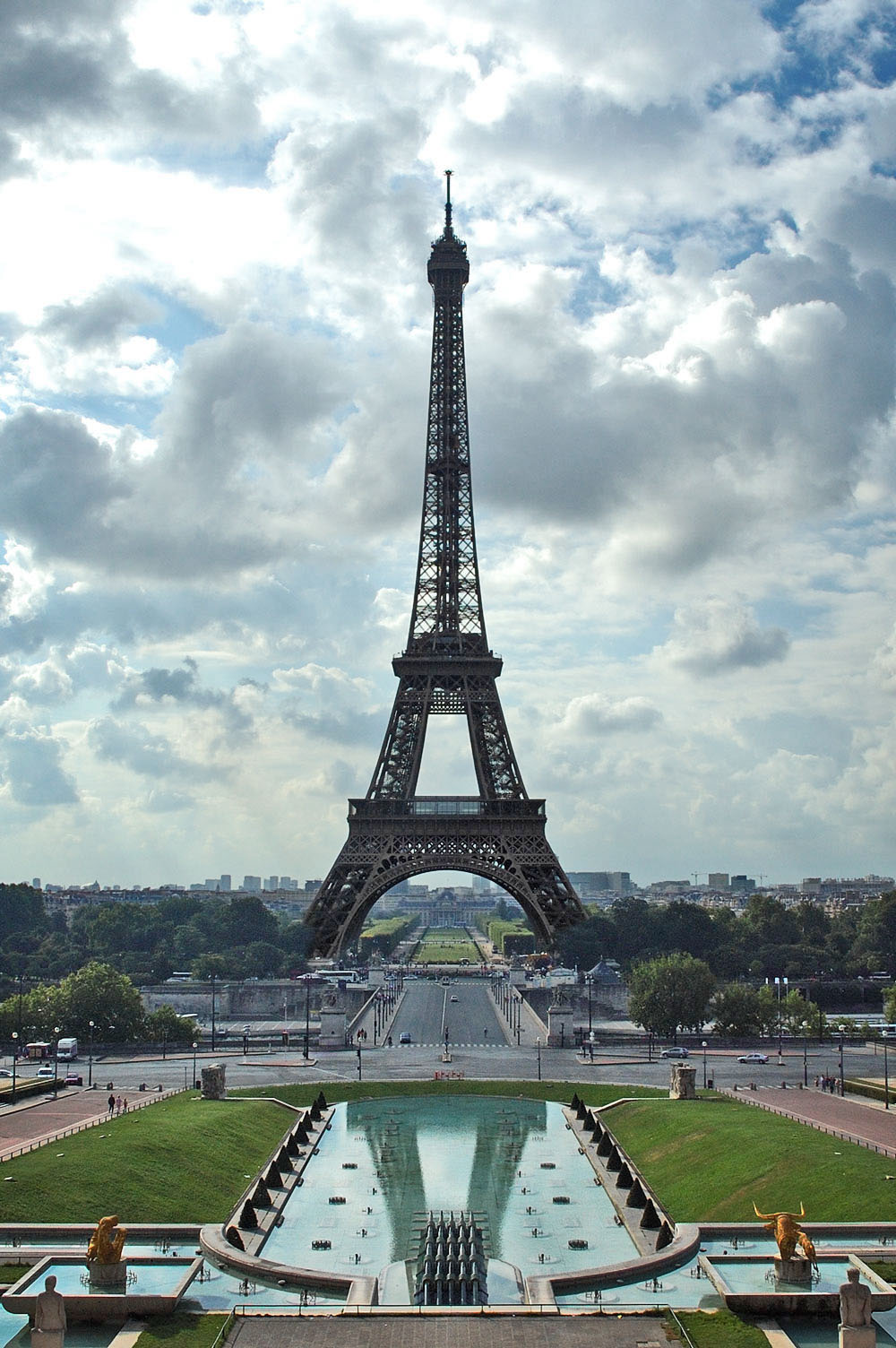
Ейфелева вежа в Парижі — найвідвідуваніший монумент у світі

Туристична привабливість Франції пояснюється великим числом пам'яток на будь-який смак, різноманітністю пейзажів, довгими лініями океанічного й морського узбережжя, багатством історичного і художнього надбання, помірним кліматом і легкістю транспортного доступу, а також належним обслуговуванням туристів (готельна справа, парки з атракціонами) і транспортними інфраструктурами. Має значення і престиж французької культури, кухні й способу життя. Кожен французький департамент є туристичним — з безліччю власних пам'яток.
В основних туристичних структурах (готелі, кафе-ресторани, кемпінги, бюро подорожей, гірські підйомники, термальні курорти) задіяно 700 000 службовців.
Проте дохід від міжнародного туризму значно вищий в США (81,7 мільярда доларів), ніж у Франції (42,3 мільярда доларів), що пояснюється коротшим перебуванням туристів у Франції: ті, хто приїжджає до Європи прагне відвідати і сусідні, не менш привабливі країни. До того ж французький турист більше сімейний, ніж діловий, що також пояснює менші витрати туристів у Франції.
2000 року Францію відвідало близько 75,5 мільйона туристів — абсолютний рекорд. Зовнішній баланс французького туризму позитивний: 2000 року дохід від туризму становив 32,78 мільярда євро, тоді як французькі туристи, що подорожували за кордон, витратили тільки 187,54 мільярда євро.
Франція входить до групи країн Шенгенської зони, що значно впливає на потік туристів з Європи. У 2016 році планується надання Україні безвізового режиму з «Шенгеном», що в найближчому майбутньому може вплинути на збільшення кількості українських туристів удвічі.

## Туристичні регіони Франції
- Іль-де-Франс
  - столиця Париж
  - замки Версаль, Фонтенбло і Во-ле-Віконт
- Рона-Альпи та його гірськолижні та термальні курорти:
  - столиця Ліон
  - лікувальні курорти Екс-ле-Бен і Евіан
  - цікаві в екскурсійному плані міста Шамбері і Гренобль
  - Зона катання Еспас-Кіллі
    - Валь-д'Ізер, Тінь

  - Зона катання «Три Долини»
    - Куршевель, Мерібель-Моттаре, Ла-Танья, Валь-Торанс, Брід-ле-Бен, Ле-Менюїр, Орель

  - Зона катання Порт-дю-Солей
    - Морзін, Аворіа, Ле-Же, Абонданс

  - Зона катання Парадіскі
    - Лез-Арк, Ла-Плань, Пейс-Валандрі

  - Курорти Шамоні, Межев, Сен-Жерве, Альп-д'Юез, Віллар-де-Лан, Ле-Сет-Ло, Ля-Розьер
- Прованс — Альпи — Лазурний Берег:
  - столиця Марсель
  - гірськолижні курорти Ізола-2000, Різул — Варс, Серра-Шевальє, Монженевр
  - пляжні курорти Лазурного Берега: Канни, Ніцца, Антіб і Жуан-ле-Пен, Сен-Тропе, Ментон, держава Монако
- Аквитанія
  - столиця Бордо
  - Біарріц
- Лангедок — Руссильон
  - столиця Монпельє і місто Каркассон
- Бретань
  - столиця Рен
  - Сен-Мало, Динар, Киброн, Ла-Біль
- Острів Корсика
  - столиця Аяччо
  - Кальві, Боніфаціо, Бастія
- Країна Луари
  - столиця Нант
  - древнє місто Анже
- Верхня Нормандія, яка включає історичну область Нормандія
  - столиця Руан
  - пляжні курорти Довіль, Трувіль, Онфлер
  - Гавр
- Бургундія
  - столиця Діжон
- Овернь
  - столиця Клермон-Ферран
  - термальний курорт Віші
- Центр — Долина Луари
  - столиця Орлеан і місто-собор Шартр
  - замки Шенонсо, Блуа, Шамбор і Амбуаз
- Південь — Піренеї
  - столиця Тулуза
- Ельзас
  - столиця Страсбург
- Нор-Па-де-Кале
  - столиця Лілль
- Пуату-Шаранта
  - столиця Пуатьє
  - Ла-Рошель
- Гранд-Ест
  - бальнеологічний курорт Контрексевіль

## Екологічний вплив туризму на Францію
Туризм у Франції має значний вплив на навколишнє середовище. У 2018 році сектор туризму викинув 118 мільйонів тонн CO2-еквівалента, що приблизно дорівнює річному вуглецевому сліду 11 мільйонів французів. 68% цих викидів припадає на транспорт. Є також занепокоєння щодо шкоди природним об’єктам через надмірний туризм. Однак Париж впроваджує екологічні ініціативи, щоб стати зеленішим, як-от створення парків і велосипедних доріжок, а також використання відновлюваних джерел енергії.

#### Негативний вплив на середовище
Французьке агентство з управління навколишнім середовищем та енергією (ADEME) оцінює, що туристичний сектор Франції викинув 118 млн тонн CO2 еквівалент у 2018 році. Це становить щорічний вуглецевий слід 11 мільйонів французів.
На транспорт припадає 68% цих викидів парникових газів. Під «транспортом» маються на увазі способи прибуття і відправлення на територію, а також мобільність в кінцевому пункті призначення. Дійсно, вибір виду транспорту має великий вплив на вуглецевий слід перебування.
На сектори розміщення та громадського харчування припадає 7% та 6% викидів відповідно. Це стосується будівельних матеріалів, експлуатації будівель тощо. Також споживання електроенергії та закупівля витратних матеріалів; а також і режими постачання.
Нарешті, на спорт, дозвілля та культурні заходи припадає 1% викидів парникових газів.

#### Позитивний вплив на навколишнє середовище
Екотуризм
- Зростаюча популярність екотуризму сприяє підвищенню обізнаності про важливість збереження природних ресурсів і біорізноманіття. Наприклад, відвідування природних парків, таких як Національний парк Преней, допомагає залучати кошти на збереження цих територій.

Освітні програми
- Туристичні програми та екскурсії часто включають освітні компоненти, які допомагають відвідувачам зрозуміти екологічні проблеми та сприяють більш екологічно свідомій поведінці.

Розвиток екологічно чистих технологій
- Зростаючий попит на екологічно чисті туристичні послуги стимулює розвиток та впровадження зелених технологій у готелях, транспорті та інших туристичних об'єктах.

Франція активно працює над зменшенням негативного впливу туризму на навколишнє середовище через різні заходи та ініціативи:
Запровадження програм сталого туризму, які включають екологічні стандарти для готелів, курортів та інших туристичних об'єктів.
Управління потоками туристів у популярних місцях для запобігання перенасиченню та зносу.
Система сертифікації для туристичних об'єктів, яка визнає та заохочує екологічно відповідальні практики.